# Agromyza polygoni
Agromyza polygoni är en tvåvingeart som beskrevs av Erich Martin Hering 1941. Agromyza polygoni ingår i släktet Agromyza och familjen minerarflugor.
Artens utbredningsområde är Tyskland. Inga underarter finns listade i Catalogue of Life.